# Stateline, Nevada

Stateline este o localitate cu statutul de loc desemnat pentru recensământ (cunoscut și sub acronimul CDP), situată pe țărmul estic al lacului Tahoe, în comitatul Douglas, statul Nevada,  Statele Unite ale Americii.  Populația așezării fusese de 842 de locuitori, la data efectuării recensământului din anul 2010, 2010 Census.

## Atracții turistice
Întrucât Stateline este o cunoscută stațiune montană, având și cazinouri, populația oscilează considerabil de-a lungul sezoanelor de vară și de iarnă datorită numeroaselor locuri de cazare disponibile. Cele patru cazinouri, cu statul de stațiuni (spa), sunt MontBleu (anterior Caesar's), Harrah's Lake Tahoe, Horizon și Harveys Lake Tahoe. Motelul Lakeside Inn oferă de asemenea jocuri de noroc.

## Geografie
Stateline se găsește la coordonatele 38°58′14″N 119°56′45″V / 38.97056°N 119.94583°V (38.970512, -119.945714),GR1 pe țărmul estic al lacului Tahoe, la est de linia de demarcație dintre statele federale California și Nevada. În limba engleză, "state line" înseamnă linie de demarcație statală, de unde și denumirea localității. De partea cealaltă a "graniței" statale, în California, se găsește localitatea South Lake Tahoe.
Conform datelor culese de United States Census Bureau, localitatea ocupă o suprafață totală de circa 2,072 km 2 (echivalentul a 0.8 sqmi), dintre care 1,813 km2 (sau 0.7 sqmi) sunt uscat și restul de 0,259 km2 (sau 0.1 sqmi), adică 12.82% este apă.

## Transporturi
Există curse regulate rapide (de mai multe ori pe zi) unind stațiunea cu aeroportul internațional Reno-Tahoe. Bilete și/sau rezervații se pot achiziționa la oricare din cazinourile sau motelurile locale. Localnicii beneficiază de o reducere de 20%. Există de asemenea curse unind stațiunea cu pârtiile de schi precum și cu cazinourile din localitatea South Lake Tahoe, care este situată în statul vecin, California.

## Climat
Climatul este temperat-continental cu patru anotimpuri, datorită compensării latitudinii mai joase cu altitudinea și cu formele de relief aflate în împrejurimi.
| Date climatice pentru Stateline, Nevada | Date climatice pentru Stateline, Nevada | Date climatice pentru Stateline, Nevada | Date climatice pentru Stateline, Nevada | Date climatice pentru Stateline, Nevada | Date climatice pentru Stateline, Nevada | Date climatice pentru Stateline, Nevada | Date climatice pentru Stateline, Nevada | Date climatice pentru Stateline, Nevada | Date climatice pentru Stateline, Nevada | Date climatice pentru Stateline, Nevada | Date climatice pentru Stateline, Nevada | Date climatice pentru Stateline, Nevada | Date climatice pentru Stateline, Nevada |
| Luna                                    | Ian                                     | Feb                                     | Mar                                     | Apr                                     | Mai                                     | Iun                                     | Iul                                     | Aug                                     | Sep                                     | Oct                                     | Nov                                     | Dec                                     | Anual                                   |
| --------------------------------------- | --------------------------------------- | --------------------------------------- | --------------------------------------- | --------------------------------------- | --------------------------------------- | --------------------------------------- | --------------------------------------- | --------------------------------------- | --------------------------------------- | --------------------------------------- | --------------------------------------- | --------------------------------------- | --------------------------------------- |
| Maxima medie °F (°C)                    | 45.3 (7,4)                              | 50.8 (10,4)                             | 57.5 (14,2)                             | 64.4 (18)                               | 72.9 (22,7)                             | 82.2 (27,9)                             | 90.7 (32,6)                             | 89.4 (31,9)                             | 81.7 (27,6)                             | 70.3 (21,3)                             | 56.6 (13,7)                             | 47.1 (8,4)                              | 67,4 (19,7)                             |
| Minima medie °F (°C)                    | 17.5 (−8.1)                             | 21.9 (−5.6)                             | 25.4 (−3.7)                             | 30.1 (−1.1)                             | 36.9 (2,7)                              | 42.8 (6)                                | 47.9 (8,8)                              | 45.7 (7,6)                              | 38.9 (3,8)                              | 30.4 (−0.9)                             | 23.3 (−4.8)                             | 18.3 (−7.6)                             | 31,6 (−0,2)                             |
| Precipitații inches (mm)                | 1.6 (41)                                | 1.2 (30)                                | 0.8 (20)                                | 0.5 (13)                                | 0.5 (13)                                | 2.4 (61)                                | 0.3 (8)                                 | 0.3 (8)                                 | 0.3 (8)                                 | 0.5 (13)                                | 0.9 (23)                                | 1.4 (36)                                | 8,6 (218)                               |
| Sursă: Weatherbase                      |                                         |                                         |                                         |                                         |                                         |                                         |                                         |                                         |                                         |                                         |                                         |                                         |                                         |